# Edmund Clarke
Edmund Melson Clarke, Jr. (n. 27 iulie 1945, Newport News⁠(d), Virginia, SUA – d. 22 decembrie 2020, Pittsburgh, Pennsylvania, SUA) a fost un informatician american, cunoscut pentru dezvoltarea conceptului de model checking ca metodă de verificare formală a proiectelor hardware și software. Împreună cu E. Allen Emerson și Joseph Sifakis, a primit în 2007 Premiul Turing.